# Scaphinotus relictus
Scaphinotus relictus är en skalbaggsart som beskrevs av Horn. Scaphinotus relictus ingår i släktet Scaphinotus och familjen jordlöpare. Inga underarter finns listade i Catalogue of Life.